# 乔·西姆斯
乔·西姆斯（英語：Joe Sims）是美国共产党现任联合主席，也是该党的在线报纸《人民世界》的联合编辑。2019年，美国共产党第三十一次全国大会在芝加哥举行，他与罗珊娜·坎布隆一起当选美国共产党联合主席。